# Miss Bianca and the Bridesmaid
Miss Bianca and the Bridesmaid (traducido al español, Miss Bianca y la dama de honor) es la séptima novela en la serie de relatos sobre Miss Bianca de la autora británica Margery Sharp, y la última en ser protagonizada por dicho personaje. La novela fue publicada en 1972 por Little, Brown and Company, con ilustraciones de Erik Blegvad. La novela, al igual que todas las demás entregas de la serie, jamás ha sido publicada en español y en la actualidad se encuentra fuera de imprenta incluso en su país de origen.

## Sinopsis
En la gran mansión del embasador, se están llevando a cabo los preparativos para la boda de su sobrina el día siguiente, cuando ocurre algo imprevisto. La hermana pequeña de la novia, Susan de seis años, y quien sería su dama de honor, desaparece sin dejar rastro. Lo ocurrido causa gran agitación dentro de la mansión, y el embasador, su mujer, el mayordomo y toda la servidumbre intentan desesperadamente localizar a la pequeña, que sufre de sonanbulismo. Es entonces cuando la ratona Miss Bianca y su leal compañero Bernard, y secretario de la Sociedad de Ayuda a Prisioneros, quienes han sido asignados la tarea de vigilar el gran pastel de bodas, deciden empezar una investigación por su cuenta.
La búsqueda los lleva a una vieja vitrina en la habitación de Susan donde normalmente se encuentran doce muñecas vestidas con varios trajes tradicionales de diferentes países. Miss Bianca nota que una de estas muñecas, la más fea al estar hecha de cuchara de palo, ha desaparecido también. La muñeca parisina le explica que el nombre de esa muñeca es Dowdy, y que busca venganza después de haber sido maltratada por una antigua dueña; las demás muñecas le explican que Dowdy estará satisfecha dañando a cualquier niña inocente que caiga bajo su conjuro. Miss Bianca teme que la niña haya sido hipnotizada y llevada a una corriente de agua donde puede ahogarse. Se tranquiliza al recordar que no existen ríos cautelosos cerca de la mansión; sin embargo, teme que haya sido llevada a la fontanería.
Miss Bianca y Bernard logran entrar en el desagüe principal, gracias a que el hijo del embasador había levantado la pesada tapa para entretenerse. El camino los lleva a través de lo que había antes sido un cementerio. Ambos ratones tienen que traspasar una avalancha de escayola que les impide el paso, hasta que finalmente encuentran una cámara subterránea donde diversas estatuas de mármol llevan a cabo un concierto celestial. A pesar de su encanto, Miss Bianca sabe que deben continuar la búsqueda. Más adelante, encuentran otra cámara en la que residen un viejo guardián y su compañero, una rata acuática. La rata les dice que no ha visto pasar a ninguna niña, mucho menos una acompañada por una muñeca. También les invita a comer, pero a pesar de que ambos Miss Bianca y Bernard están muy hambrientos, rechazan su amabilidad.
Descorazonados, Miss Bianca y Bernard recorren el camino de vuelta a la cocina, donde esperan descubrir que la niña ha sido encontrada. La búsqueda sigue en marcha y a quien sí encuentran es a Dowdy, descansando sobre una mecedora. Miss Bianca intenta razonar con ella pacíficamente, aunque no logra ocultar del todo su antipatía. Dowdy expresa sentirse muy satisfecha por todo el jaleo que su fechoría ha causado, y finalmente confiesa haber conducido a la niña al interior de un armario que se abre solo por fuera; naturalmente, Dowdy se había asegurado de encajar bien la cerradura. La vil muñeca se relame al saber que existen más de cincuenta armarios en toda la mansión y que no es probable que encuentren a la niña antes de morirse axfisiada. Incapaz de controlar su furia, Bernard se lanza sobre Dowdy y ésta cae sobre las llamas de un fuego casi extinto cuando la mecedora se balancea por debajo de sí. La débil llama se alimenta de Dowdy y la consume por completo.
Poco después en la cocina, la cocinera empieza a reñir de manera agria a las jóvenes doncellas sin darse cuenta de que entre ellas, se encuentra Susan, completemente inconsciente del lío que su desaparición había causado.
- Datos: Q16608057